# Kepler-24 b
Kepler-24 b est un Neptune chaud, orbitant autour de son étoile hôte située à environ 3 773 années-lumière (1 156,81 pc) de la Terre avec une magnitude apparente de 15,04.

## Caractéristiques physiques
L'exoplanète se distingue par sa masse faible de 0,035 MJ, son rayon compact de 0,21 RJ et sa température extrême de 1050 K.

## Orbite
Elle orbite à 0,08  unités astronomiques de son étoile, une distance comparable à celle de Mercure dans le système solaire.

## Découverte
L'exoplanète a été découverte par la méthode du transit en 2011.

## Habitabilité
Les conditions d'habitabilité de cette exoplanète ne sont pas déterminées ou ne sont pas connues.